# Itemirus medullaris
L’itemiro (Itemirus medullaris) è un piccolo dinosauro carnivoro rinvenuto nei terreni risalenti al Cretaceo superiore del deserto di Kyzylkum, in Uzbekistan.

## Scatola cranica evoluta
Questo animale, appartenente al gruppo dei saurischi, è stato classificato come un teropode piuttosto evoluto, forse imparentato con i dromeosauridi o i tirannosauridi. L'unico resto fossile, però, è una parte di scatola cranica, la quale suggerisce che Itemirus avesse una vista particolarmente acuta e un senso dell'equilibrio molto sviluppato.

## Un piccolo predatore di grosse prede
Probabilmente Itemirus era un piccolo e agile carnivoro che cacciava in branchi prede più grosse di lui. La lunghezza dell'intero animale era forse di 1,5 metri, ma le proporzioni della scatola cranica suggeriscono una struttura piuttosto compatta.